# Permanganate de sodium
Le permanganate de sodium est un composé chimique de formule NaMnO4. Plus cher que le permanganate de potassium mais 15 fois plus soluble, il est utilisé en place de celui-ci lorsque les concentrations souhaitées sont élevées.

## Préparation et propriétés
Le permanganate de sodium ne peut pas être préparé de manière analogue à la route vers le KMnO4 car le sel de manganate intermédiaire requis, Na2MnO4, ne se forme pas. Ainsi, des routes moins directes sont utilisées, y compris la conversion à partir de KMnO4.
Le permanganate de sodium se comporte de la même manière que le permanganate de potassium. Il se dissout facilement dans l’eau pour donner des solutions pourpres profondes, dont l’évaporation donne des cristaux prismatiques violet-noir scintillants du monohydrate NaMnO4· H2O. Le sel de potassium ne forme pas d’hydrate. En raison de sa nature hygroscopique, il est moins utile en chimie analytique que son homologue potassique.
Il peut être préparé par la réaction du dioxyde de manganèse avec de l’hypochlorite de sodium :
2 MnO2 + 3 NaClO + 2 NaOH → 2 NaMnO4 + 3 NaCl + H2O